# 詹姆斯·莫里森 (高爾夫球手)

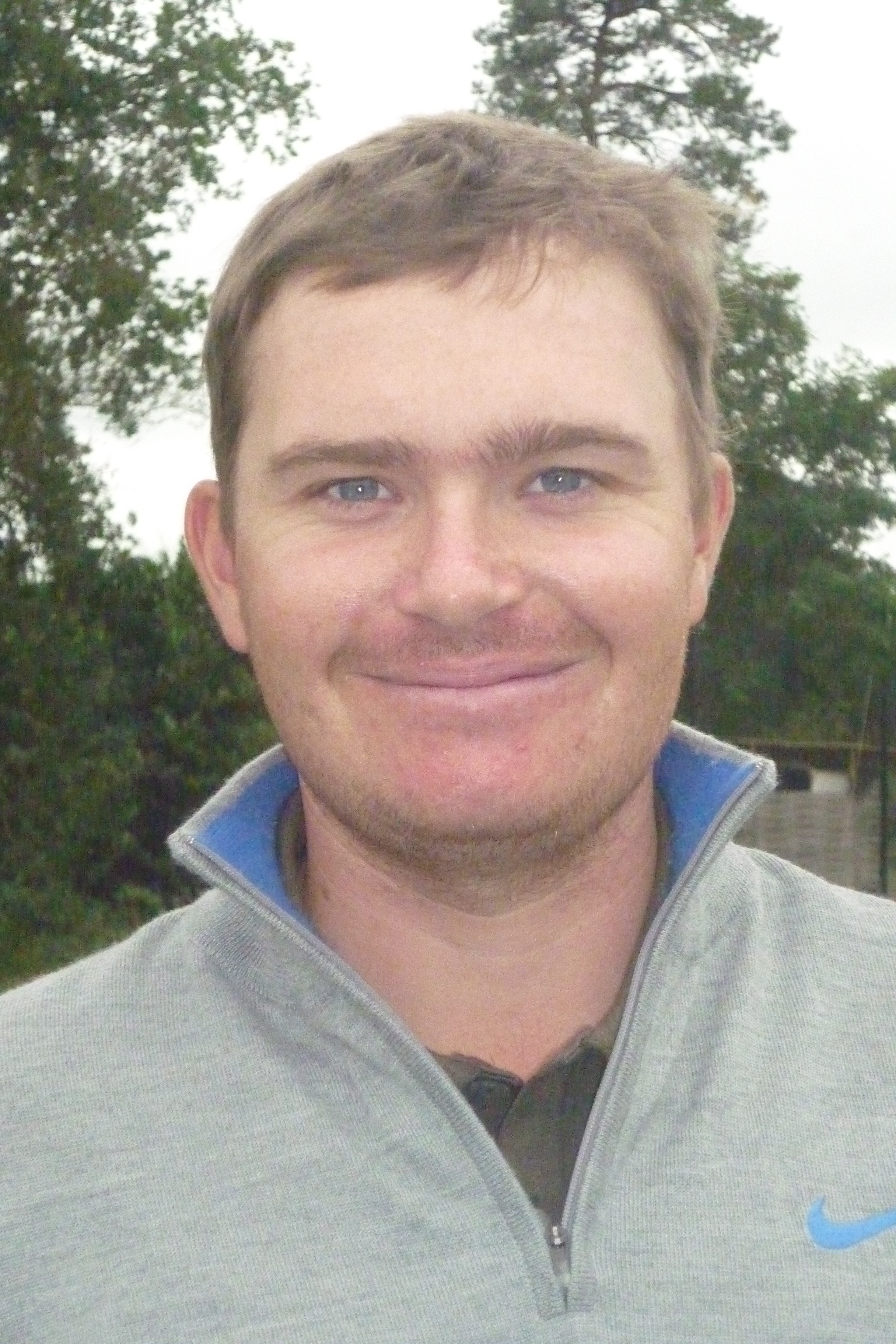
詹姆斯·莫里森

詹姆斯·莫里森（James Ian Morrison，1985年1月24日—）是英格蘭的一位高爾夫球運動員。他在年輕時曾是一位板球選手。在16歲時改練高爾夫球。2010年4月，他在馬德拉群島公開賽上贏得了自己的首場歐巡賽冠軍。